# Куреньковский сельский совет (Чернухинский район)
Куреньковский сельский совет (укр. Куріньківська сільська рада) — входит в состав
Чернухинского района
Полтавской области
Украины.
Административный центр сельского совета находится в 
с. Куренька.

## Населённые пункты совета
- с. Куренька
- с. Нетратовка
- с. Скибинцы